# West Whittier-Los Nietos
West Whittier-Los Nietos est une census-designated place de Californie située dans le comté de Los Angeles. En 2020, la population était de 25 325 habitants.

## Démographie
| Groupe                           | West Whittier-Los Nietos | Californie | États-Unis |
| -------------------------------- | ------------------------ | ---------- | ---------- |
| Blancs                           | 59,4                     | 57,6       | 72,4       |
| Autres                           | 32,9                     | 17,0       | 6,2        |
| Métis                            | 3,5                      | 4,9        | 2,9        |
| Asiatiques                       | 1,5                      | 13,1       | 4,8        |
| Amérindiens                      | 1,5                      | 1,0        | 0,9        |
| Afro-Américains                  | 1,0                      | 6,2        | 12,6       |
| Océaniens                        | 0,2                      | 0,4        | 0,2        |
| Total                            | 100                      | 100        | 100        |
|                                  |                          |            |            |
| Hispaniques et Latino-Américains | 87,6                     | 37,6       | 16,7       |